# Leo De Maeyer
Leo Carl Maria De Maeyer (Hombeek, 8 december 1927 – Göttingen (Duitsland), 18 juni 2014) was een Belgisch fysisch chemicus. Hij leverde een belangrijke bijdrage aan de ontwikkeling van de methodes voor de bepaling van de snelheid van extreem snelle reacties, waarvoor Manfred Eigen in 1967 de Nobelprijs voor Scheikunde ontving. De Maeyer deed zijn belangrijkste wetenschappelijk werk aan het Max Planck Instituut voor Fysische Chemie in Göttingen.

## Biografie
De Maeyer was de derde zoon van Franz De Maeyer en Renée Meuldermans. Franz De Maeyer was in de periode 1924-1930 gewestbeheerder in Belgisch-Kongo, vanaf 1930 verbonden aan de publiciteitsdienst van Het Laatste Nieuws en vanaf 1938 zelfstandig accountant in Mechelen.
Leo De Maeyer volgde Grieks-Latijns aan het Koninklijk Atheneum te Mechelen en studeerde vanaf 1945 scheikundige wetenschappen aan de Katholieke Universiteit Leuven (KUL). De Maeyer begon zijn doctoraat in 1950, maar ging in 1952 in legerdienst. Tijdens zijn dienstplicht werkte De Maeyer onder andere aan het Laboratorium voor Chemische Toepassingen (ETAC) te Vilvoorde. Hij eindigde zijn dienst in 1954 als 2de reserve-luitenant. In hetzelfde jaar promoveerde De Maeyer in fysische chemie bij Joseph-Charles Jungers. Hierna ging hij naar het Max-Planck-Instituut voor Fysische Chemie in Göttingen, waar hij in 1956 wetenschappelijk assistent werd.
De Maeyer was in 1961/62 gastlector aan het Massachusetts Institute of Technology (MIT) in 1963 gastprofessor aan de faculteit chemie van de Cornell University in Ithaca en in 1966, 1969 en 1972 gastprofessor aan de University of Colorado, Boulder. Daarnaast hield hij talrijke voordrachten in de Verenigde Staten, Zuid-Afrika en in de meeste Europese landen en was vanaf 1963 een van de eerste Foreign Associates van het door Francis O. Schmitt opgerichte "Neuroscience Research Program" in Boston. 
In 1965 volgde de benoeming tot "Wissenschaftliches Mitglied der Max-Planck-Gesellschaft" (Scientific Fellow). Na de oprichting van het Max-Planck-Institut für Biophysikalische Chemie (Karl-Friedrich-Bonhoeffer-Institut) in Göttingen was De Maeyer van 1971 tot zijn pensioen in 1995 directeur van de afdeling "Experimentelle Methoden".
De Maeyer was sinds 1968 gasthoogleraar aan de Katholieke Universiteit Leuven (KUL) en sedert 1969 als buitengewoon hoogleraar verbonden aan de KUL, waar hij het Laboratorium voor Chemische en Biologische Dynamica stichtte.
Van 1978 tot 1981 was De Maeyer Head of Instrumentation Division aan het European Molecular Biology Laboratory (EMBL) in Heidelberg. 
Leo De Maeyer was sinds 1956 getrouwd met Clara Burssens (1931-2015). Zij hadden vier kinderen.

## Werkdomein
Het wetenschappelijke werkdomein van Leo De Maeyer was de studie omtrent zeer snelle reacties die worden veroorzaakt door zeer korte energiepulsen (vakgebieden: fysische scheikunde, biofysica, instrumentatie).
De Maeyer ontwikkelde in de jaren '50 en '60 de technologie voor het onderzoek van snelle en elementaire chemische reactiemechanismen in oplossingen met de methode van de chemische relaxatie. Het door hem ontwikkelde gebruik van hoge elektrisch veld impulsen, temperatuursprong-, ultrageluid- en andere snelle perturbatietechnieken opende nieuwe wegen om het gedetailleerde verloop van enzymatische biokatalytische reacties en andere belangrijke biochemische processen te onderzoeken. Bij de snelle ontwikkeling van nieuwe chemische relaxatiemethoden combineerde hij elektronische, optische en mechanische systemen voor nieuwe fysico-chemische toepassingen.
De Maeyer was pionier bij toepassingen van impulsvormige en steady-state-perturbatiemethoden, fotonencorrelatie en het gebruik van niet-lineaire diëlektrische en optische eigenschappen in de kinetica van chemische reacties.
Initiatieven tijdens zijn periode bij EMBL waren een eerste ontwikkeling van laser-scanning confocale microscopie, toepassing van sychrotron-straling in het bij DESY in Hamburg gevestigde EMBL-buitenstation, ontwikkeling van 2D- röntgenstraaldetectoren, computerbeeldverwerking in elektronenmicroscopie en röntgendiffractie, zoals innovatieve DNA-sequencingsmethodes door fluorescentiemarkering.

## Bijdrage tot de Nobelprijs Scheikunde 1967
Na de toetreding tot het Max-Planck-Institut voor Fysische Chemie in Göttingen op 1 september 1954 werkte De Maeyer in de werkgroep van fysicus Manfred Eigen. Met behulp van de methode van de chemische relaxatie (storing van evenwichtstoestanden en observatie van de terugkeer naar het evenwicht) konden Eigen en De Maeyer in 1955 de snelheid en het mechanisme van de neutralisatiereactie H+ + OH– = H2O onderzoeken. Dit werd tot dan toe als onmogelijk beschouwd. In de hiertoe gebruikte techniek werd het dissociatie-evenwicht in zeer zuiver water door een kortstondig aangelegd hoogspanningsveld verschoven en de verandering van de geleidbaarheid oscillografisch geregistreerd.
Voor deze experimenten moesten zij nieuwe elektronische apparatuur ontwerpen en bouwen, waaronder een brugmethode (nu Exponat Deutsches Museum Bonn). Tevens moest zeer zuiver water worden gemaakt om de theoretische geleidbaarheid van zuiver water zo dicht mogelijk te benaderen. Het maken van dit zogenoemde “Kohlrausch-Wasser” was voordien nog maar één keer gelukt, namelijk 60 jaar eerder, in 1894.
De resultaten werden voor het eerst gepresenteerd in mei 1955 in Goslar op de Bunsentagung, de jaarlijkse bijeenkomst van het Deutsche Bunsen-Gesellschaft für Physikalische Chemie en gemeenschappelijk gepubliceerd in 1955.
Dit onderzoek leidde naar een studie van de zelfdissociatie van H2O in ijskristallen teneinde de beweeglijkheid van protonen in waterstofbruggen te bepalen. 
Onder meer door de uitwerking van de temperatuursprongtechniek en optische methoden voor de snelle registratie van evenwichtsveranderingen en hun tijdsverloop, konden Eigen, De Maeyer en hun team in de jaren 1955-1967 steeds ingewikkeldere reactiemechanismen onderzoeken. Voorbeelden hiervan zijn de snelle stappen in de enzymatische katalyse, de herkenningsreacties die de grondslag vormen van de genreplicatie, de biologische proteïnesynthese en andere biochemisch belangrijke processen. De hierbij door De Maeyer uitgewerkte technieken worden intussen in verschillende laboratoria gebruikt, vooral voor het onderzoek van snelle processen in de anorganische chemie en in de biochemie. In die periode was Göttingen het internationaal centrum van de relaxatiechemie.
De Nobelprijs voor Scheikunde 1967 werd toegekend aan de onderzoeksgroepen Norrish en Porter (ieder 1/4) en voor de helft aan Eigen, voor het onderzoek naar zeer snelle reacties veroorzaakt door zeer korte energiepulsen. Eigen wees in de Nobelvoordracht op de bijdrage van De Maeyer en deed dit ook later in zijn voordrachten.

## Lidmaatschap van wetenschappelijke en technische genootschappen
- Bunsengesellschaft fur Physikalische Chemie (1955)
- Neuroscience research Program NRP (1962)
- Wissenschaftliches Mitglied (Scientific Fellow) bij het Max-Planck-Gesellschaft (1965)
- Institute of Electrical and Electronics Engineers (IEEE) Life Member (1964)
- Koninklijke Vlaamse Chemische Vereniging, (1947, erelid sinds 1969)
- National Academy of Engineering, USA, elected foreign associate (1998)[15]
- American Optical Society (1964–1984)
- International Union of Pure and Applied Biophysics (IUPAB), Council Member (1981–1990)
- Committee on Data for Science and Technology (CODATA), Interdisciplinary Body of the International Council of Scientific Unions, member (1981–1996)
- Lid van de Commissie van Fysische Scheikunde (Belgian Foundation of Scientific Research (FNRS-NFWO)), (1972–1990)

## Erkenning
- Kruis van Ridder in de Kroonorde op 14 november 1968[16]

## Belangrijke publicaties
- met M. Eigen: Relaxation Methods in Technique of Organic Chemistry, Vol. 8, Part II. Ed. By Arnold Weissberger, Interscience Publ. (1963)
- Electric fields in Methods in Enzymology, Vol XVI: Fast Reactions, p. 80, Academic Press, New York, (1969)
- met M. Eigen: Theoretical basis of relaxation spectrometry in: Techniques of Chemistry, Vol. 6, Part 2, Chapter III, J. Wiley & Sons Inc., New York (1973)
- met K. Gnädig, J. Hendrix en B. Saleh: Photon correlation spectroscopy of molecular processes in solution, Quart. Rev. Biophysics 9, 83 (1976)
- Chemical relaxation methods in organic chemistry, Bulletin de la Socit Chimique de France, No. 2, 243–252 (1988)
- met K. Clays, A. Persoons: Hyper-Raleigh scattering in solution in: Modern Nonlinear Optics, Part 3, Eds. M. Evans and St. Kielich. Advances in Chemical Physics Series, Vol. LXXXV, John Wiley & Sons, Inc., ISBN 0-471-30499-9, 455–498 (1994)